# 레전드 오브 조로
《레전드 오브 조로》(영어: The Legend of Zorro)는 2005년 미국의 검극 슈퍼히어로 영화이다. 조로 캐릭터의 영화화 작품이며 영화 《마스크 오브 조로》(1998)의 속편이다. 마틴 캠벨이 연출하고 안토니오 반데라스, 캐서린 지타존스가 전편에 이어 출연한다.

## 출연진
- 안토니오 반데라스 - 돈 알레한드로 데라베가 / 조로
- 캐서린 지타존스 - 엘레나 데라베가
- 아드리안 알론소 - 호아킨 데라베가
- 루퍼스 슈얼 - 아르망 백작
- 닉 친런드 - 제이컵 맥기븐스
- 훌리오 오스카르 메초소 - 파드레 펠리페
- 리오 버미스터 - 뷰러가드 대령
- 토니 아멘돌라 - 파드레 킨테로
- 페드로 아르멘다리스 주니어 - 라일리 주지사
- 마이클 에머슨 - 해리건
- 슐러 헨즐리 - 파이크
- 조반나 차카리아스 - 블란카 코르테스
- 라울 멘데스 - 페로크
- 알베르토 레예스 - 파드레 이냐시오